# 2-й Нижнемасловский переулок
Второ́й Нижнема́словский переу́лок (до 17 декабря 1925 года — Ренёв переу́лок, до 1922 года — Се́ргиевский переу́лок) — переулок, расположенный в Северном административном округе города Москвы на территории Савёловского района.

## История
Переулок получил современное название по близости к улице Нижняя Масловка (в 1977 году название было изменено на Второй Нижний Масловский переулок, но в литературе и на планах используется прежнее название), до 17 декабря 1925 года назывался Ренёв переу́лок, по-видимому, по фамилии домовладельца, до 1922 года назывался Се́ргиевский переу́лок по близлежащей церкви.

## Расположение
2-й Нижнемасловский переулок проходит на север от улицы Нижняя Масловка до 1-й Квесисской улицы. Нумерация домов начинается от улицы Нижняя Масловка.

## Транспорт

### Наземный транспорт
По 2-му Нижнемасловскому переулку маршруты наземного общественного транспорта не проходят. У южного конца улицы, на улице Нижняя Масловка, у площади Зденека Неедлы расположена остановка «Кинотеатр „Прага“» автобусов 72, 82, 84, 384, 727, т42, т79.

### Метро
- Станция метро «Савёловская» Серпуховско-Тимирязевской линии и станция метро «Савёловская» Большой кольцевой линии (соединены переходом) — восточнее переулка, на площади Савёловского Вокзала

### Железнодорожный транспорт
- Савёловский вокзал — восточнее переулка, на площади Савёловского Вокзала
- Платформа «Савёловская» Алексеевской соединительной ветви МЖД — восточнее переулка, на площади Савёловского Вокзала